# Anacanthoderma punctatum
Anacanthoderma punctatum is een buikharige uit de familie Dasydytidae. Het dier komt uit het geslacht Anacanthoderma. Anacanthoderma punctatum werd in 1910 voor het eerst wetenschappelijk beschreven door Marcolongo. 